# Volunturismo
El término volunturismo (compuesto de voluntariado y turismo) hace referencia a aquellos viajes breves (un mes o menos) en los que se realiza algún tipo de trabajo de cooperación, especialmente en el Sur global.
Es un concepto relativamente nuevo que combina los sectores sin ánimo de lucro y turísticos.
Esta práctica ha recibido numerosas críticas. Según estas, la actividad, a pesar de su apariencia filantrópica, supone para las empresas organizadoras una oportunidad para obtener beneficios a cambio de ofrecer a sus clientes «una experiencia que le cambie la vida, que tenga una aventura y que “haga algo bueno”» que, además, no sólo no ayudaría en nada a las comunidades locales sino que además les supondría otros perjuicios.

## Actividad
El volunturismo surge a partir de los años 90 como una variante del voluntariado internacional y del ecoturismo. Consiste en hacer turismo durante unas semanas por una región empobrecida y aprovechar parte del tiempo en estos lugares para realizar alguna actividad de cooperación al desarrollo que permita a su vez mejorar el nivel de vida en los países destino. Además de esto, también se suelen llevar a cabo aventuras u otras actividades turísticas.
El volunturismo se caracteriza además por el perfil de sus participantes, mayormente personas jóvenes de entre quince y treinta años.
A simple vista, parece una actividad beneficiosa para ambas partes. Por un lado, los lugares de destino se benefician de la ayuda que les proporcionan los turistas extranjeros y que contribuye a mejorar en algún aspecto el nivel de vida local. En segundo lugar, ofrece un beneficio económico para las empresas organizadoras que cobran por el servicio a los clientes. Finalmente, para estos últimos supone una ocasión para viajar al tiempo que «ayudan a los pobres» y viven «una experiencia única» que les permite «marcar la diferencia».

## Críticas

### Postureo solidario
Según algunas críticas, el volunturismo llevado a cabo por influencers acarrea una serie de patrones y tópicos. El resultado de esta actividad sería entonces una filantropía mercantilizada que no sólo no sirve de ayuda a las comunidades locales sino que además contribuye a quienes realizan el volunturismo  obtener más beneficios en forma de publicidad y una imagen mejorada.
Entre estos patrones, se encuentra como primer rasgo la construcción de cierta imagen personal, cierta «búsqueda de una identidad altruista». Sin embargo, para los investigadores, cuando los testimonios posteriores definen esta actividad como una «transformativas de la propia vida», es «debido a una respuesta emocional a una situación que realmente no entienden y cuando vuelven siguen sin entender».

### Racismo
Las historias que cuentan los volunturistas cuando vuelven a su país de origen o las imágenes y archivos que suben a sus redes sociales a menudo reproducen dicotomías como pobre/rico, primer mundo/tercer mundo, blanco/negro. De esta manera, no sólo fallan a la hora de empatizar con las personas a quienes tratan de ayudar, sino que incluso «refuerzan estereotipos negativos e incluso racistas».

### Imperialismo y neocolonialismo
Una de las críticas más habituales al volunturismo es que en su práctica se reproducen dinámicas coloniales. Dado que el volunturismo se presenta como una actividad despolitizada que sólo pretende «asistir y salvaguardar a los desfavorecidos», sirve para «resucitar la nostalgia imperialista y colonialista». Esto es así porque el volunturismo difunde la imagen de los países en vías de desarrollo como países «atormentados, abusados y devastados», mientras que los países desarrollados actúan como «salvadores que los rescatan». El aura colonial es especialmente relevante en el caso del continente africano, ya que se crea «otra capa de dependencia entre este mundo desarrollado y aquel en desarrollo».
De este modo, 

las enfermedades, malas condiciones sanitarias, falta de acceso a agua potable y problemas en el sistema de educación pública se convierten en una serie de obstáculos para que el volunturista los supere o los rectifique, representando la idea del occidental como alguien racialmente y culturalmente superior a los locales que por sí mismos no han sido capaces de resolver estos problemas.

 Esto resulta en que el volunturismo es una forma de neocolonialismo.
El volunturismo perpetúa las diferencias geopolíticas. Los países a los que se va a hacer volunturismo quedan reducidos a «sitios que esperan la salvación de occidente». Esta actividad tendría, en el fondo, el propósito de que estos lugares permanezcan en el mismo imaginario de exotismo y pureza en el que se les ha proyectado.

### Neoliberalismo
El volunturismo ha sido relacionado directamente con la ideología neoliberal. Es una actividad que corre a cargo de empresas privadas y se refiere al sentimiento de bondad liberal que articulan los derechos humanos. De este modo, está sustituyendo iniciativas gubernamentales con instituciones privadas dirigidas a la obtención del máximo beneficio económico posible.
Por otra parte, el turismo de voluntariado es una manera de generar nuevas subjetividades de carácter individualista. Así, la falta de estructuras gubernamentales es suplida mediante la caridad ejercida por las celebridades. El neoliberalismo crea, de esta manera, «estas figuras contradictorias pero benevolentes que se aprovechan a la vez del sistema que crea las injusticias, la celebridad caritativa, el CEO generoso y el volunturista».

### Pornografía de la pobreza
En un artículo, Corinne Mason explicó la relación entre las imágenes volunturistas y el erotismo. El volunturista se convertiría, a través de su imagen pública, en alguien «deseable en las redes sociales», dejando a un lado el altruismo para convertirse en una práctica interesada. Mason llegó a describir lo que ella denominó como «humanitarios de Tinder», es decir, personas que «usan los cuerpos racializados de las personas desfavorecidas como fondo para su propia erotización». Los cuerpos de las personas que se pretenden se convierten entonces en pura «escenografía» intercambiable con el único objetivo de resaltar al volunturista como una especie de salvador.